# RH- (zespół rockowy)
GRUPA RH (-) lub GRUPA RH (minus) – polska grupa rockowa, założona przez Marka Malaka i Jana Pileckiego pod egidą klubu Medyków w Warszawie. Istniała w latach 1970-1972. 

## Historia
Członkami zespołu, w różnym czasie byli:  Andrzej Kozioł (śpiew; później w zespole VOX), Jan Pilecki (fortepian), Zbigniew Hołdys (gitara), Wojciech Waglewski (gitara), Janusz Fijałkowski (gitara basowa; wcześniej Wojanie), Marek Olbrich (gitara basowa, później muzyk sesyjny), Andrzej Raciński (perkusja; wcześniej Bardowie, później kwartet Omen), Marek Lewandowski (perkusja; wcześniej Tornado, później Armia Zbawienia), Marek Malak (kierownictwo artystyczne).

Zespół nagrał w Polskim Radio, na potrzeby programu wyemitowanego w TVP (wybrane fragmenty) i wykonywał na scenie pierwsze w Polsce oratorium rockowe „Wyprawa do Atlantydy”. Libretto napisał Marek Malak, zaś muzykę skomponowali Jan Pilecki i Zbigniew Hołdys – aranżacja była dziełem muzyków formacji. Grupa RH- odbyła jednomiesięczne tournée po ZSRR oraz nagrała muzykę teatralną skomponowaną przez Jana Pileckiego dla Teatru Wybrzeże w Gdańsku oraz dla Teatru Gong 2 w Lublinie.